# Rampur Bhawanipur
Rampur Bhawanipur is een census town in het district Barabanki van de Indiase staat Uttar Pradesh.

## Demografie
Volgens de Indiase volkstelling van 2001 wonen er 11.303 mensen in Rampur Bhawanipur, waarvan 52% mannelijk en 48% vrouwelijk is. De plaats heeft een alfabetiseringsgraad van 36%.